# Mathilde Lazarko
Pas d'image ? Cliquez ici

a Compétitions nationales et continentales officielles uniquement.

Dernière mise à jour le 5 mai 2025.
Mathilde Lazarko, née le 14 août 1999, est une joueuse française de rugby à XV et de rugby à sept évoluant au poste de talonneur à l'ASM Rugby.

## Biographie
Mathilde Lazarko est originaire de Montaigut-le-Blanc, dans le Puy-de-Dôme en France, et grandit dans une famille de supporters de l'ASM Clermont Auvergne. Elle commence la pratique du rugby à XV au sein du Rugby Club Montaigut Besse, où elle évolue avec les garçons. Par la suite, n'ayant plus la possibilité de jouer dans les catégories masculines jeunes à partir des moins de 15 ans, elle rejoint l'Ovalie romagnatoise Clermont Auvergne, le grand club féminin du secteur, en 2012 mais s'entraîne avec les moins de 18 ans car il n'y a pas de catégorie des moins de 15 ans,,.
À partir de la saison 2017-2018, étant en catégorie cadette, elle est intégrée à l'effectif sénior. Pendant ses premières années en sénior avec l'ASM Romagnat, elle est longtemps devancée par l'internationale française Caroline Thomas dans la hiérarchie à son poste de talonneur.
Au mois de juin 2021, elle est sacrée championne de France avec son club après une finale remportée 13 à 8 contre Blagnac Rugby, où elle est titulaire et remplacée par Caroline Thomas peu après la mi-temps.
Au niveau scolaire, elle effectue des études de STAPS à l'université Clermont-Auvergne et réalise, durant son master, son alternance à la Ligue régionale Auvergne-Rhône-Alpes de rugby (Ligue AURA). Avec l'université, elle est championne de France de rugby à 10 et vice-championne de rugby à sept durant la saison 2022-2023. Après ses études, elle continue de travailler à la Ligue AURA et est chargée de mission, s'occupant notamment de l'événementiel et du rugby féminin.
En décembre 2023, il est annoncé qu'elle est convoquée pour un stage en équipe de France afin de préparer le Tournoi des Six Nations 2024,. En fin de saison 2023-2024, son club se qualifie jusqu'en finale du Championnat de France mais elles s'inclinent 32 à 17 face au champion en titre du Stade bordelais, dans un match où elle est titulaire.
Fin août 2024, elle participe à la première étape du Supersevens, avec l'équipe de rugby à sept de son club, qu'elle remporte en battant l'AC Bobigny 17 à 12 en finale à Pau, leur permettant de se qualifier pour l'étape finale de la compétition. Fin septembre suivant, elle est capitaine de son club pour la première journée du Championnat de France contre le Stade villeneuvois LM. Lors de la journée suivante, elle se rompt les ligaments du pouce gauche et ne fait son retour à la compétition qu'à la fin du mois de janvier. Début février, retenue pour l'étape finale du Supersevens, elle se qualifie en finale, après avoir écarté le Lyon OU 36 à 0 avec ses coéquipières, mais s'incline sur le score de 12 à 17 contre l'AC Bobigny. Le 25 mars 2025, elle est convoquée en équipe de France afin de remplacer Agathe Sochat blessée, en préparation de la deuxième journée du Tournoi des Six Nations contre l'Écosse, rejoignant sa coéquipière Lina Tuy dans le groupe. N'ayant pas disputé la deuxième journée, elle est tout de même reconduite dans le groupe pour préparer la suite du Tournoi, étant désormais la seule clermontoise présente après la non sélection de Lina Tuy. Finalement, elle n'est pas utilisée du Tournoi, étant devancée par Manon Bigot et Élisa Riffonneau.

## Palmarès

### En club
- Vainqueur du Championnat de France en 2021 avec l'ASM Romagnat.
- Finaliste du Championnat de France en 2024 avec l'ASM Romagnat.
- Supersevens 2024 :
  - Vainqueur de la première étape avec l'ASM Romagnat.
  - Finaliste de l'étape finale avec l'ASM Romagnat.

### En universitaire
- Vainqueur du Championnat de France universitaire de rugby à 10 en 2023 avec l'université Clermont-Auvergne.
- Finaliste du Championnat de France de rugby à sept en 2023 avec l'université Clermont-Auvergne.